# Matra-Simca Rancho
La Matra-Simca Rancho (o Ranch) è un'autovettura prodotta dal 1977 al 1984 dalla casa automobilistica francese Matra.

## Storia

### Contesto ed origini
Intorno alla metà degli anni settanta, visto il successo, nonostante la crisi petrolifera del '73, della coupé Bagheera, alla Matra si pensò di tornare a proporre qualcosa di innovativo e fuori dalle righe, basandosi però su qualche tendenza di mercato che stava inconfutabilmente nascendo in quegli anni, in modo da essere originali e all'avanguardia, ma senza rischiare qualche flop clamoroso come nel caso della M530.

Si osservò per esempio la crescente tendenza di una fetta di mercato, quella relativa ai fuoristrada. In Inghilterra la Land Rover stava riscuotendo un grande successo con la sua Range Rover, una vettura adatta all'uso fuoristrada, ma in grado di garantire anche una guida confortevole. Era una vettura per uso "duro", ma a modo suo anche lussuosa (e il tempo le darà ragione, divenendo nel corso degli anni una vettura di fascia alta, molto più che nella sua prima generazione).

Tornando alla Matra, resasi conto di tale tendenza di mercato, cominciò a lavorare al progetto di una vettura per il tempo libero, diversa però da vetture come la Citroën Méhari, decisamente troppo spartana ed elementare, e più vicina ad una vettura come le Range Rover, ma più piccola e molto più economica. Il progetto, denominato P12 ed avviato nel 1975, racchiudeva in sé una sfida: tale sfida stava nel voler proporre una vettura per l'uso fuoristrada, ma senza l'ausilio della trazione integrale, la cui progettazione ex novo ne avrebbe influenzato negativamente i costi di realizzazione. E fu proprio il problema di contenere al massimo i costi di produzione che pose come soluzione quella di attingere dalla banca organi della SIMCA, con cui la Casa di Romorantin aveva rapporti di collaborazione già da diversi anni. Come telaio si scelse quello della Simca 1100 VF2, ossia la versione pick-up, opportunamente allungato e rinforzato. A partire da tale base, il disegno del corpo vettura fu affidato al greco Antonis Volanis, già in forza alla Matra da anni e già autore delle linee della Bagheera. Il disegno presentato da Volanis il 30 agosto 1975 fu subito approvato senza altri ripensamenti e senza che si discostasse da quello che sarebbe stato il corpo vettura definitivo, se non per piccoli particolari.

Da qui si passò quindi in breve tempo al modello in scala reale, anch'esso approvato nel giro di poco. Nel frattempo si decise quali parti realizzare ex-novo e cos'altro prendere dalla magazzino ricambi della Simca. Perché se era vero che la base meccanica era già stata stabilita, era anche vero che non si poteva rimanere fossilizzati esclusivamente su tale base, ma occorreva qualche contenuto tecnico particolare, che distaccasse la nuova vettura in fase di progettazione dalla 1100 e dalle sue derivate. Pertanto, si scelse di adottare il gruppo motopropulsore della neonata 1308 GT, mentre la meccanica telaistica, oltre che la parte anteriore della scocca, rimasero di origine 1100. Da quest'ultima furono ripresi anche altri particolari, come le serrature porta, il cofano motore, il parabrezza, il tergicristalli, il dispositivo lavavetri e l'impianto di condizionamento. Quanto alle parti inedite, si scelse di riprogettare alcuni rinforzi sotto la scocca e di realizzare alcune parti (parte posteriore della carrozzeria, paraurti, codolini passaruota e fascioni laterali) in poliestere stratificato, secondo la migliore tradizione della Matra, che ormai da anni stava facendo conoscere al mondo le possibili applicazioni della plastica in campo automobilistico. Nuovi anche i cerchi da 14 pollici e gli pneumatici. Contemporaneamente si scelse la denominazione ufficiale per questa vettura, ed anche in questo caso non si dovette discutere molto: la scelta cadde sul nome Rancho, che ricordava vagamente quello di Range, inteso per la Range Rover, un modello che fu in quegli anni la musa ispiratrice della nuova vettura che la Matra di lì a non molto avrebbe lanciato.

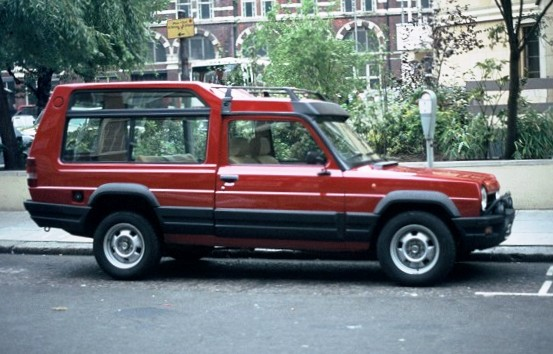
Vista laterale di una Rancho

Nel corso del 1976 si svolse tutta una serie di prove, sia su strada che su appositi banchi, allo scopo di testare l'affidabilità della vettura. I test su banco furono condotti presso uno dei tanti stabilimenti di proprietà della carrozzeria Chausson, che mise a disposizione i propri macchinari, utilizzati solitamente dai dipendenti Chausson per i test delle vetture prodotte dalla carrozzeria stessa. Se questi test servivano a valutare l'affidabilità della meccanica telaistica, i test condotti su strada servivano anche a controllare l'affidabilità del gruppo motopropulsore. In totale, la futura Rancho macinò circa 300 000 km solo per i test di affidabilità, condotti tra l'altro anche in Paesi molto caldi, così come pure in Paesi molto freddi, a vuoto e a pieno carico, su asfalto o su sterrato, su pista o guadando corsi d'acqua. A queste sessioni di prova partecipò anche il famoso pilota Matra Jean-Pierre Beltoise. Intanto, si stava procedendo ai necessari investimenti per l'industrializzazione del progetto P12: a tale scopo venne eretto un nuovo stabilimento adiacente a quello già esistente di Romorantin. Scopo di tale stabilimento fu quello di fabbricare in loco tutte le attrezzature in acciaio o in plastica necessarie per l'assemblaggio della vettura. Contemporaneamente il vecchio stabilimento venne ampliato di 4.000 m². Alla fine, secondo la strategia della Casa francese, sulla stessa linea di montaggio sarebbero uscite sia la Bagheera che la Rancho, con la differenza che quest'ultima avrebbe richiesto solo quaranta ore di lavoro per ogni esemplare, mentre la sportiva ne richiedeva ben ottantadue. La spiegazione stava nel fatto che la Rancho non richiedeva di creare nessuna scocca, dal momento che queste giungevano fresche di produzione dallo stabilimento Simca di Poissy.

### Debutto
La nuova vettura fu presentata al Salone di Ginevra del 1977: l'aspetto era quello di un fuoristrada, ma la trazione solamente anteriore ne penalizzava l'uso off-road più impegnativo. Ciò costituì un tallone di Achille per la vettura, che d'altro canto andò a costituire un'alternativa inattesa sotto molti punti di vista. Prima di tutto per il fatto che la Matra aveva abituato il grande pubblico alle sue vetture sportive dalle caratteristiche non convenzionali, pertanto l'arrivo di una vettura con queste nuove caratteristiche costituì una vera sorpresa agli occhi di tutti. In secondo luogo, il pubblico si rese ben presto conto dell'effettiva praticità di una vettura come la Rancho, pur non essendo stato fino a quel momento consapevole di tale necessità.

#### Design esterno ed interno

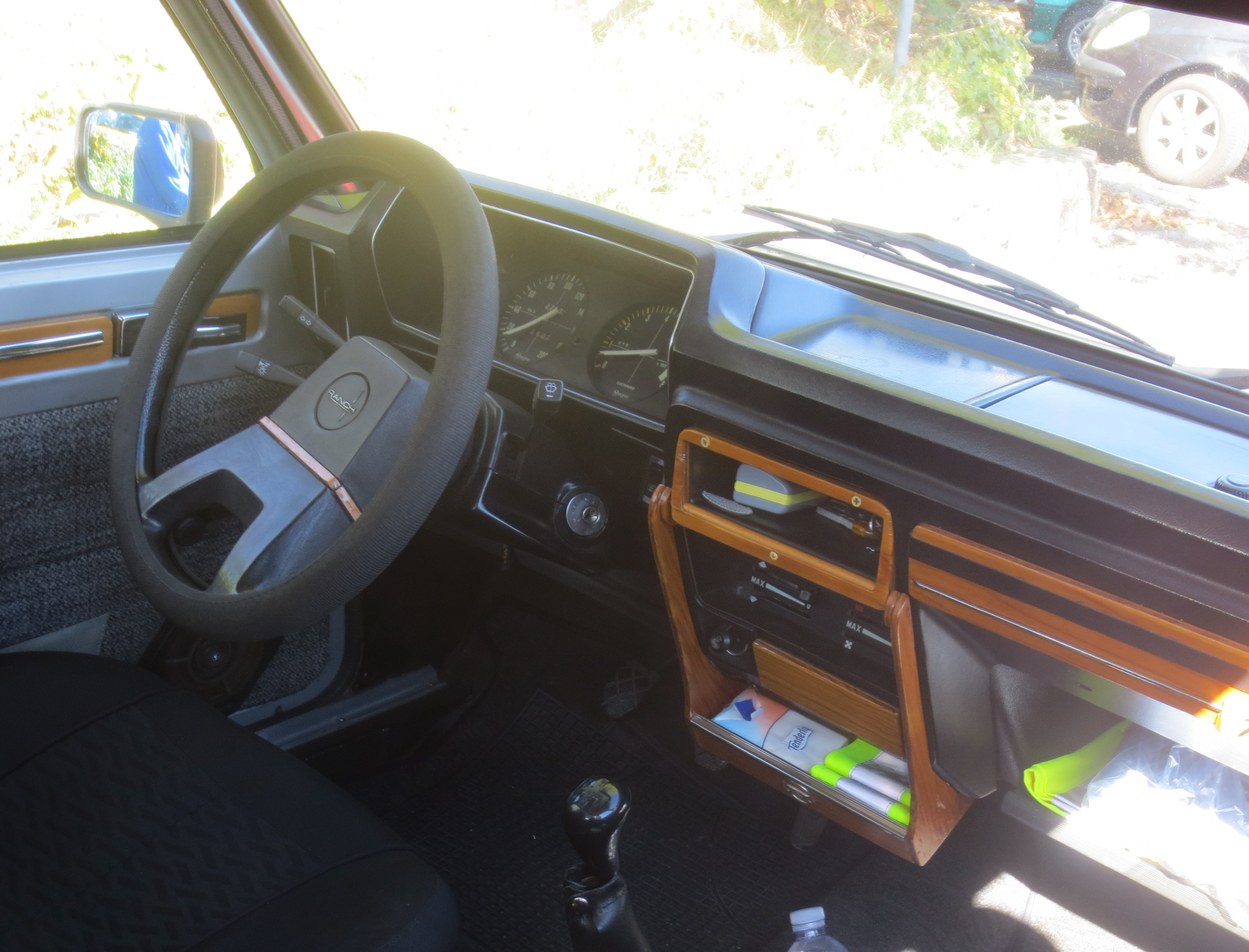
Il cruscotto di origine Simca 1100 della Rancho

Dal punto di vista stilistico, la Rancho tradisce la sua parentela con la 1100, specie osservandone il frontale, dove si scorgono con facilità il disegno dei parafanghi anteriori nella zona in cui vanno ad inglobare i tondi proiettori, anch'essi di origine 1100. Il frontale mostrava anche la scritta Matra-Simca Rancho nella parte superiore della mascherina. L'utilizzo della plastica permise di ridisegnare gran parte del corpo vettura, dal cassone posteriore, ora destinato a contenere anche il divanetto posteriore ai codolini passaruota, dai paraurti, ora più massicci, al portabagagli montato sul tetto. La parte posteriore risulta molto più voluminosa rispetto alla 1100 VF2 che costituiva la base di partenza, ed inoltre era dotata di superfici vetrate assai ampie, che andavano a svilupparsi fin sopra la linea anteriore del tetto. Pur essendo di fatto una station wagon, la Rancho conservò la soluzione a due sole porte laterali, una soluzione che tradiva anch'essa la parentela con i mezzi commerciali derivati dalla 1100, e che di fatto andava a penalizzare l'accesso ai posti posteriori. Il portellone posteriore era ad apertura spezzata, cioè la parte superiore si apriva verso l'alto, mentre quella inferiore si apriva verso il basso e si trasformava così in un comodo ripiano su cui poter consumare un veloce pasto.
L'abitacolo della Rancho nascondeva alcune caratteristiche peculiari, come ad esempio il divanetto posteriore, che costituiva di per sé stesso una caratteristica abbastanza singolare, poiché poteva essere abbattuto e trasformarsi in un lettino, una soluzione ideale per chi utilizzava tale vettura per andare in campeggio. Il cruscotto della Rancho era ripreso da quello della 1100 GLS, ma con un volante dalle finiture specifiche, dotato di stemma con la scritta Rancho sul mozzo.

#### Struttura, meccanica e motore

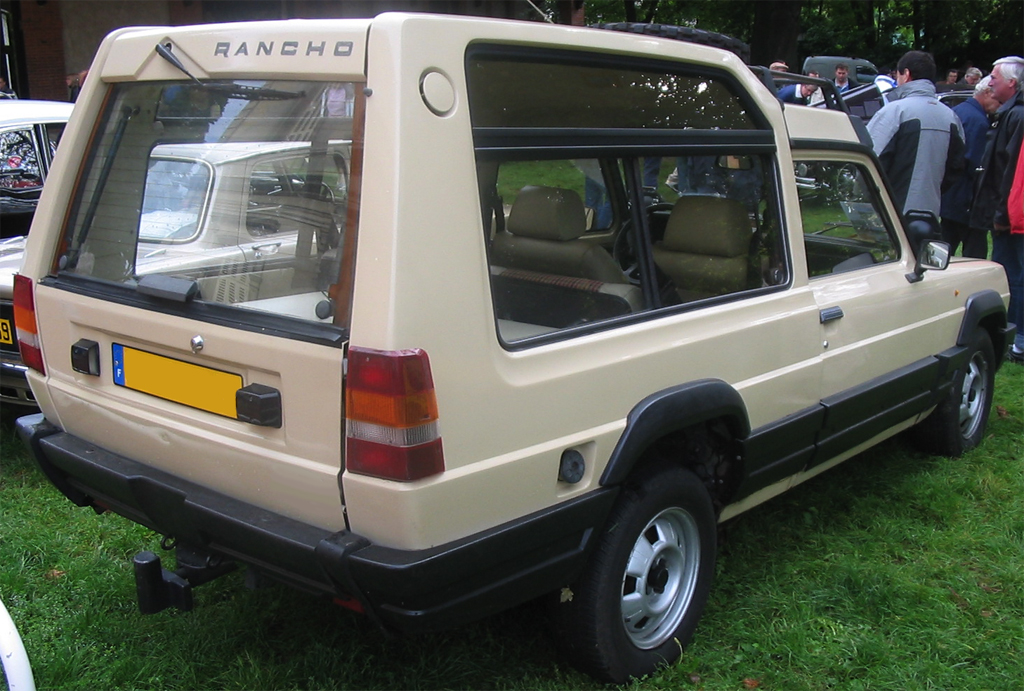
Vista posteriore di una Rancho

Della struttura di base della Rancho si è già parlato più di una volta: essa fu derivata da una Simca 1100 VF2 pick-up, opportunamente spogliata del superfluo per realizzare, quasi del tutto in materiale composito, le parti caratterizzanti. La struttura è quindi piuttosto leggera in quanto un misto di acciaio e plastica. Ciononostante, furono montati rinforzi in acciaio un po' ovunque all'interno della struttura stessa. Il motore, le sospensioni e gli stessi longheroni integrati nella scocca furono debitamente irrobustiti per permettere un utilizzo più grezzo della vettura nonostante l'assenza della trazione integrale. Lo schema meccanico della Rancho fu infatti del tipo "tutto avanti", con motore anteriore trasversale e trazione anteriore. Il motore utilizzato era l'unità Y2 da 1442 cm³: derivata da quella montata sotto il cofano della Simca 1308 GT, ma leggermente depotenziata per favorire l'apporto di coppia motrice ai bassi regimi, questa unità erogava nella Rancho una potenza massima di 80 CV a 5600 giri/min, con picco di coppia pari a 118 N·m a 3000 giri/min. A tale motore era accoppiato un cambio manuale a 4 marce. La Rancho montava sospensioni a ruote indipendenti sui due assi, con molleggiamento ottenuto grazie all'ausilio di barre di torsione sia davanti che dietro. Posteriormente era presente anche una barra antirollio. Le geometrie e le tarature risultarono particolarmente efficaci per comfort e comportamento stradale. L'impianto frenante, di tipo idraulico, prevedeva dischi all'avantreno con pinza fissa e tamburi al retrotreno, mentre lo sterzo era a cremagliera.

### La carriera commerciale

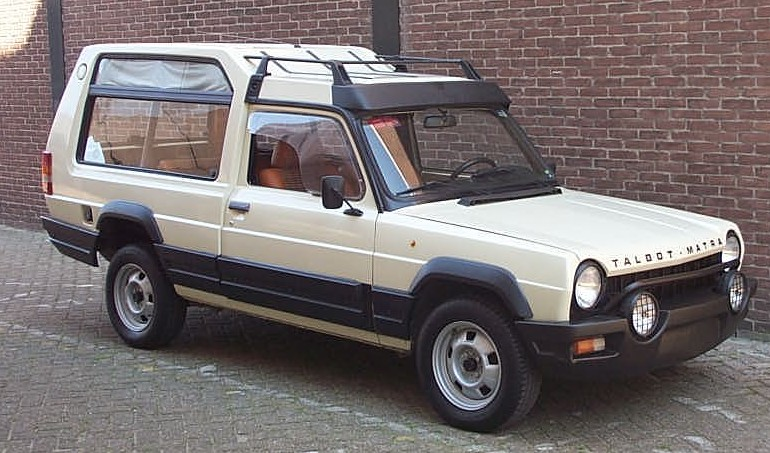
Una Talbot-Matra Rancho

Poco dopo che il Salone di Ginevra ebbe chiuso i battenti, la stampa fu invitata a provare la vettura ed il responso fu in generale positivo, sia per la praticità della vettura, sia per il coraggio e la carica innovatrice che caratterizzò lo sviluppo del progetto.
La stessa Matra, dal canto suo, si era mossa unicamente sulla spinta dell'intuito, senza avere la certezza di ottenere riscontri positivi. E invece, la Rancho riuscì ad ottenere un buon numero di consensi, sicuramente non esagerato, trattandosi comunque di una vettura di nicchia, ma sufficiente a consacrare la Rancho come un vero e proprio oggetto di culto. In alcuni Paesi ebbe riscontri sensibilmente inferiori alla media, come ad esempio in Italia, ma l'andamento generale delle vendite finì per stupire la stessa Matra. La Rancho risultò alla fine della sua carriera il modello più prodotto della Matra (Espace a parte). Ciò era motivato anche dal fatto che la Rancho non aveva praticamente rivali: non esisteva infatti un veicolo dalle velleità fuoristradistiche, ma a trazione su un solo asse, quindi economico e spazioso. Il pubblico che voleva quindi un fuoristrada o qualcosa di simile, senza dover spendere troppi soldi, si orientò pertanto sulla Rancho. Non solo: la nuova Matra riassumeva concetti di versatilità, spazio e avventura che ne fecero l'antesignana dei Crossover SUV, nati ufficialmente almeno 20 anni dopo. La vettura si classificò al quarto posto nella graduatoria di Auto dell'anno del 1978.
Alla fine degli anni settanta accadde che il Gruppo PSA rilevò l'intero Gruppo Chrysler-Europe, di cui SIMCA faceva parte. Matra decise quindi di proseguire l'accordo con il nuovo compratore, accordo che venne rinnovato questa volta con Talbot, marchio riesumato da Peugeot in sostituzione di quello Simca. Ciò influì sulla produzione Matra in maniera pressoché inesistente, visto che cambiarono solo le placchette d'identificazione dei modelli. In Italia venne modificato il nome del modello da Rancho a Ranch, perché ci si era accorti che il nome Rancho rievocava le gavette militari e non forniva quindi un'immagine positiva al pubblico. Dal mese di luglio del 1979, la Matra-Simca Ranch divenne Talbot-Matra Ranch. Tale denominazione fu applicata anche frontalmente, dove fino a quel momento era presente la scritta Matra-Simca Rancho.

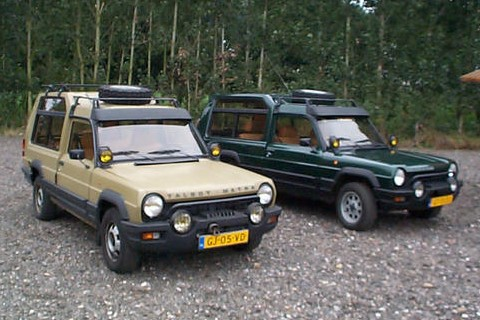
Due esemplari di Ranch Grand Raid

Durante la sua produzione, la Rancho (o Ranch) fu proposta in varie versioni e allestimenti, tra i quali:
- Base: è una particolare station wagon a due porte più il portellone posteriore sdoppiato, rialzata, con fari anteriori supplementari e fascioni in plastica grezza intorno all'intero corpo vettura.
- Grand Raid: equipaggiata con una dotazione specialistica per un utilizzo maggiormente fuoristradistico, come il verricello elettrico anteriore, i fari supplementari davanti ai montanti del parabrezza e la ruota di scorta sul tetto.
- X, dalle finiture più eleganti, interni in velluto e dotata di cerchi in lega, contagiri, vetri fumè e verniciatura metallizzata.
- BREZZA: aveva l'intera parte posteriore sopra la linea di cintura realizzata in plastica avvolgibile, simile alla Citroen Mehari.
- AS (in Francia e Gran Bretagna): identica alla Base ma senza sedili posteriori, in modo da essere omologabile come autocarro e risparmiare sulle tasse.

La Ranch/Rancho andò avanti vendendo discretamente fino alla fine del 1984, quando fu tolta di produzione. Le vendite continuarono comunque fino all'inizio del 1985.

## Dati tecnici
| Caratteristiche tecniche - Matra-Simca Ranch del 1978  | Caratteristiche tecniche - Matra-Simca Ranch del 1978 | Caratteristiche tecniche - Matra-Simca Ranch del 1978 | Caratteristiche tecniche - Matra-Simca Ranch del 1978 | Caratteristiche tecniche - Matra-Simca Ranch del 1978 | Caratteristiche tecniche - Matra-Simca Ranch del 1978 |
| Configurazione                                         | Configurazione | Configurazione | Configurazione | Configurazione | Configurazione |
| ------------------------------------------------------ | --- | --- | --- | --- | --- |
| Carrozzeria:                                           | Carrozzeria: | Posizione motore: anteriore trasversale | Posizione motore: anteriore trasversale | Trazione: anteriore | Trazione: anteriore |
| Masse                                                  | / in ordine di marcia: 1.145 kg | / in ordine di marcia: 1.145 kg | / in ordine di marcia: 1.145 kg | / in ordine di marcia: 1.145 kg | / in ordine di marcia: 1.145 kg |
| Meccanica                                              | | | | | |
| Tipo motore: 4 cilindri in linea ciclo Otto, quadro    | Tipo motore: 4 cilindri in linea ciclo Otto, quadro | Tipo motore: 4 cilindri in linea ciclo Otto, quadro | Cilindrata: (Alesaggio x corsa = 76,7 x 78 mm) 1.442 cm³ | Cilindrata: (Alesaggio x corsa = 76,7 x 78 mm) 1.442 cm³ | Cilindrata: (Alesaggio x corsa = 76,7 x 78 mm) 1.442 cm³ |
| Distribuzione: a 2 valvole con albero a camme in testa | Distribuzione: a 2 valvole con albero a camme in testa | Distribuzione: a 2 valvole con albero a camme in testa | Alimentazione: | Alimentazione: | Alimentazione: |
| Prestazioni motore                                     | Potenza: 80 CV DIN a 5.600 giri/min / Coppia: 118 N m a 3.000 giri/min | Potenza: 80 CV DIN a 5.600 giri/min / Coppia: 118 N m a 3.000 giri/min | Potenza: 80 CV DIN a 5.600 giri/min / Coppia: 118 N m a 3.000 giri/min | Potenza: 80 CV DIN a 5.600 giri/min / Coppia: 118 N m a 3.000 giri/min | Potenza: 80 CV DIN a 5.600 giri/min / Coppia: 118 N m a 3.000 giri/min |
| Frizione: monodisco a secco con comando idraulico      | Frizione: monodisco a secco con comando idraulico | Frizione: monodisco a secco con comando idraulico | Cambio: a 4 rapporti + RM | Cambio: a 4 rapporti + RM | Cambio: a 4 rapporti + RM |
| Telaio                                                 | | | | | |
| Corpo vettura                                          | scocca metallica autoportante | scocca metallica autoportante | scocca metallica autoportante | scocca metallica autoportante | scocca metallica autoportante |
| Sospensioni                                            | anteriori: a ruote indipendenti con barra di torsione, barra antirollio e ammortizzatori idraulici telescopici / posteriori: a ruote indipendenti e bracci oscillanti con ammortizzatori idraulici telescopici | anteriori: a ruote indipendenti con barra di torsione, barra antirollio e ammortizzatori idraulici telescopici / posteriori: a ruote indipendenti e bracci oscillanti con ammortizzatori idraulici telescopici | anteriori: a ruote indipendenti con barra di torsione, barra antirollio e ammortizzatori idraulici telescopici / posteriori: a ruote indipendenti e bracci oscillanti con ammortizzatori idraulici telescopici | anteriori: a ruote indipendenti con barra di torsione, barra antirollio e ammortizzatori idraulici telescopici / posteriori: a ruote indipendenti e bracci oscillanti con ammortizzatori idraulici telescopici | anteriori: a ruote indipendenti con barra di torsione, barra antirollio e ammortizzatori idraulici telescopici / posteriori: a ruote indipendenti e bracci oscillanti con ammortizzatori idraulici telescopici |
| Freni                                                  | anteriori: a disco / posteriori: a tamburo, con comando idraulico e servofreno a depressione. Freno a mano sulle posteriori con comando meccanico                                                              | anteriori: a disco / posteriori: a tamburo, con comando idraulico e servofreno a depressione. Freno a mano sulle posteriori con comando meccanico                                                              | anteriori: a disco / posteriori: a tamburo, con comando idraulico e servofreno a depressione. Freno a mano sulle posteriori con comando meccanico                                                              | anteriori: a disco / posteriori: a tamburo, con comando idraulico e servofreno a depressione. Freno a mano sulle posteriori con comando meccanico                                                              | anteriori: a disco / posteriori: a tamburo, con comando idraulico e servofreno a depressione. Freno a mano sulle posteriori con comando meccanico                                                              |
| Pneumatici                                             | 165 HR x 14" o 185/70 HR x 13" | 165 HR x 14" o 185/70 HR x 13" | 165 HR x 14" o 185/70 HR x 13" | 165 HR x 14" o 185/70 HR x 13" | 165 HR x 14" o 185/70 HR x 13" |
| Prestazioni dichiarate                                 | | | | | |
| Velocità: 139 km/h                                     | Velocità: 139 km/h | Velocità: 139 km/h | Accelerazione: 16,6 sec. da 0 a 100 km/h con partenza da fermo | Accelerazione: 16,6 sec. da 0 a 100 km/h con partenza da fermo | Accelerazione: 16,6 sec. da 0 a 100 km/h con partenza da fermo |
| Consumi                                                | a 80 km/h: 10,0 - a 120 km/h: 12,85 lt/100 km | a 80 km/h: 10,0 - a 120 km/h: 12,85 lt/100 km | a 80 km/h: 10,0 - a 120 km/h: 12,85 lt/100 km | a 80 km/h: 10,0 - a 120 km/h: 12,85 lt/100 km | a 80 km/h: 10,0 - a 120 km/h: 12,85 lt/100 km |

## Nella cultura di massa
Un esemplare di Matra Rancho Grand Raid appare come auto della famiglia di Vic Beretton nei due film de Il tempo delle mele del 1980 e Il tempo delle mele 2 del 1982 diretti da Claude Pinoteau.